# Nacha Regules (pel·lícula de 1950)
Nacha Regules és una pel·lícula argentina dirigida per Luis César Amadori sobre el seu propi guió escrit en col·laboració amb Pedro Miguel Obligado segons la novel·la homònima de Manuel Gálvez que es va estrenar el 2 de març de 1950 i que va tenir com a protagonistes a Zully Moreno, Arturo de Córdova, Eduardo Cuitiño i Zoe Ducós.

## Argument
Ambientada en els festejos del centenari, narra els amors frustrats entre un home de l'alta societat i una dona de vida sentimental agitada.

## Repartiment
Van intervenir en la pel·lícula els següents intèrprets:
- Zully Moreno...Nacha Regules
- Arturo de Córdova
- Eduardo Cuitiño
- Zoe Ducós
- Enrique Chaico
- Diana Maggi
- Federico Mansilla
- Blanca Vidal
- Bernardo Perrone
- Nelly Meden
- Jesús Pampín
- Liana Moabro
- Miriam Sucre
- Domingo Mania
- Camelia de Maucci
- Gloria Ferrandiz
- Julia Giusti
- René Cossa
- Beba Bidart
- Amalia Sánchez Ariño
- Analía Gadé
- César Soriano
- Fernando Campos
- Mónica Linares
- Marta Pérez
- Maruja Lopetegui
- Luisa Montero
- Luis García Bosch
- Julián Pérez Ávila

## Comentari
Per la crònica de Noticias Gráficas el film “reviu en el quadre amb el cru realisme de la novel·la” en tant Manrupe i Portela opinen que és una “antiquada adaptació sobrecarregada i lacrimògena”.

## Premis
L'Academia de Artes y Ciencias Cinematográficas de la Argentina li va atorgar el premi Còndor Acadèmic a la millor pel·lícula de 1950 i va guardonar a Luis César Amadori com el millor director, a Diana Maggi com la millor actriu de repartiment i a Alterto Etchebehere com el millor director de fotografia.